# هینکلی (یوتا)
هینکلی (به انگلیسی: Hinckley) شهری در ایالت یوتا کشور ایالات متحده آمریکا است که جمعیت آن در سرشماری سال ۲۰۱۰ میلادی، ۶۹۶ نفر بوده‌است.